# Квамбе, Соломон
Соломон Квамбе (англ. Solomon Kwambe; 30 сентября 1993) — нигерийский футболист, защитник клуба «Лоби Старз». Выступал за сборную Нигерии.

## Биография

### Клубная карьера
В высшей лиге чемпионата Нигерии выступает с сезона 2010/11. Выступал за команды «Платеу Юнайтед», «Саншайн Старз», «Варри Вулвз» и «Лоби Старз»

### Карьера в сборной
Дебютировал за сборную Нигерии 15 августа 2012 года в товарищеском матче со сборной Нигера. Летом 2013 года Квамбе был включён в заявку сборной Нигерии на Кубок конфедераций 2013, однако на самом турнире он не сыграл ни одной игры, а сборная Нигерии не смогла выйти в плей-офф, заняв третье место в группе. 